# Helwig Pütter
Helwig Pütter (* 1920 in Hagen; † 26. Oktober 2003 ebenda) war ein mit seinen Werken weit über seine Heimatstadt Hagen hinaus bekannter Maler. Seit 1938 wird das künstlerische Werk des Malers in vielen europäischen, afrikanischen und asiatischen Ländern ausgestellt, außerdem in fast allen deutschen Großstädten.

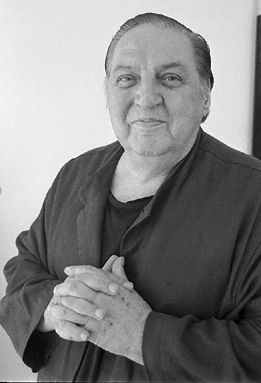
Helwig Pütter, August 2000

## Leben
Helwig Pütter war seit 1949 Mitglied des Hagener Künstlerbundes Hagenring, dem er in der Zeit von 1967 bis 1973 zusammen mit den Hagener Malern Carl Baumann und Horst Becking vorstand. Im Jahr 1980 gründete Pütter zusammen mit dem Galeristen Hans-Werner Gey die Malschule Hagen, in Erinnerung an die Malschule der Stadt Hagen in den 1920er Jahren. Seit 1992 wurde Pütter hierbei von Helga Haase unterstützt. 1999 wurde die Malschule eine selbstständige Gesellschaft bürgerlichen Rechts und von den beiden Gesellschaftern Haase und Pütter weitergeführt.

## Schüler und Schülerinnen
- Fritz Krocker
- Traute Kessler
- Heinz Kranefeld
- Marie-Luise Roigk
- Henrike Fingerhut